# Associazione Sportiva Monfalconese C.N.T. 1929-1930
Questa pagina raccoglie i dati riguardanti l'Associazione Sportiva Monfalconese C.N.T. nelle competizioni ufficiali della stagione 1929-1930.

## Stagione
Nella stagione 1929-1930 la Monfalconese disputa il primo campionato di Serie B a girone unico a 18 squadre, raccogliendo 35 punti che valgono l'undicesimo posto finale. Allenata dal danubiano Otto Krappan coglie l'obiettivo stagionale di mantenere la categoria, con dieci lunghezze di vantaggio sulla zona retrocessione. Salgono in Serie A il Casale ed il Legnano, mentre retrocedono in Prima Divisione Biellese, Reggiana, Prato e Fiumana. Con 14 reti sono due gli atleti della squadra friulana che si sono distinti tra i marcatori del torneo, sono Giuseppe Baccilieri e Romolo Simonetti.

## Rosa
| N. |                   | Ruolo | Calciatore           |
| -- | ----------------- | ----- | -------------------- |
|    | Italia (bandiera) | P     | Gino Archesso        |
|    | Italia (bandiera) | C     | Giuseppe Baccilieri  |
|    | Italia (bandiera) | A     | Curri                |
|    | Italia (bandiera) | A     | Dall'Olio            |
|    | Italia (bandiera) | C     | Gino De Biasi        |
|    | Italia (bandiera) | D     | Egidio De Franceschi |
|    | Italia (bandiera) | A     | Della Roglia         |
|    | Italia (bandiera) | D     | Giuseppe Geigerle    |
|    | Italia (bandiera) | C     | Ermanno Gobet        |
|    | Italia (bandiera) | C     | Libero Molinis       |
|    | Italia (bandiera) | A     | Lelio Moro           |

| N. |                   | Ruolo | Calciatore          |
| -- | ----------------- | ----- | ------------------- |
|    | Italia (bandiera) | D     | Marino Nicolich     |
|    | Italia (bandiera) | A     | Alfredo Piani       |
|    | Italia (bandiera) | C     | Alfredo Piffer      |
|    | Italia (bandiera) | D     | Riccardo Revelant   |
|    | Italia (bandiera) | D     | Guido Rigotti       |
|    | Italia (bandiera) | A     | Sergio Russinov     |
|    | Italia (bandiera) | A     | Giovanni Saina      |
|    | Italia (bandiera) | C     | Romolo Simonetti    |
|    | Italia (bandiera) | C     | Francesco Sullich   |
|    | Italia (bandiera) | A     | Ruggero Zanolla (I) |
|    | Italia (bandiera) | C     | Zanolla II          |

## Risultati

### Serie B

#### Girone d'andata
| Arbitro: | Gonani (Ravenna) |

|                                          |           |                                         |
| Barni 16’ (rig.) Ferrero 63’ Gambino 85’ | Marcatori | 22’ Molinis 27’ De Biasi 86’ Baccilieri |

| Arbitro: | Barlassina (Novara) |

|               |           |                                   |
| Baccilieri 1’ | Marcatori | 19’, 55’, 59’ Rivolo 9’ O. Segoni |

| Arbitro: | Beretta (Novi Ligure) |

|                               |           |                |
| Rimoldi 39’, 64’ Cappelli 66’ | Marcatori | 73’ Baccilieri |

| Arbitro: | Sani (Ferrara) |

|                     |           |                |
| Baccilieri 25’, 61’ | Marcatori | 40’ Costantino |

| Monfalcone 3 novembre 1929 5ª giornata | Monfalconese CNT   | 2 – 0 A tav. | Biellese | Campo Costanzo Ciano\| Arbitro: \| Dall'Era (Brescia) \| |
| Arbitro:                               | Dall'Era (Brescia) |              |          |                                                          |

| Arbitro: | Scorzoni (Bologna) |

|          |           |  |
| Lodi 65’ | Marcatori |  |

| Arbitro: | Dall'Era (Brescia) |

|                                                 |           |  |
| Piffer 20’, 67’ R. Simonetti 25’ Baccilieri 35’ | Marcatori |  |

| Arbitro: | Enrietti (Torino) |

|               |           |  |
| Bertolero 47’ | Marcatori |  |

| Arbitro: | Quilleri (Brescia) |

|  |           |                                                                    |
|  | Marcatori | 10’ (aut.), 75’ (aut.) Nicolich 47’ (aut.) De Biasi 80’ Quaglietti |

| Arbitro: | Barlassina (Novara) |

|              |           |  |
| Miliotti 88’ | Marcatori |  |

| Arbitro: | Mastellari (Bologna) |

|                                             |           |             |
| R. Zanolla 28’ R. Simonetti 67’ Molinis 80’ | Marcatori | 56’ Manetti |

| Arbitro: | Malagodi (Ferrara) |

|                           |           |  |
| Abriani 59’ Locatelli 74’ | Marcatori |  |

| Arbitro: | Brunelli (Bologna) |

|                             |           |                     |
| De Biasi 60’ R. Zanolla 65’ | Marcatori | 45’ Gabba 50’ Cidri |

| Arbitro: | Lerni (Torino) |

|                            |           |  |
| R. Simonetti 16’, 26’, 89’ | Marcatori |  |

| Arbitro: | Beretta (Novi Ligure) |

|                          |           |  |
| Baccilieri 34’, 49’, 81’ | Marcatori |  |

| Arbitro: | D'Alessandro (Vercelli) |

|                        |           |                  |
| G. Rossi 9’ Gorini 43’ | Marcatori | 69’ R. Simonetti |

| Arbitro: | Turriti (Firenze) |

|                                        |           |  |
| De Biasi 63’, 71’ Moro 68’ Molinis 80’ | Marcatori |  |

#### Girone di ritorno
| Arbitro: | Guarnieri (Milano) |

|                                 |           |  |
| Baccilieri 25’ R. Simonetti 87’ | Marcatori |  |

| Arbitro: | Malagodi (Ferrara) |

|                  |           |             |
| Stafetta 6’, 68’ | Marcatori | 71’ Molinis |

| Arbitro: | Quilleri (Brescia) |

|                                   |           |  |
| R. Simonetti 9’ Farina 31’ (aut.) | Marcatori |  |

| Arbitro: | De Crescenzo (Napoli) |

|                   |           |  |
| Scategni 65’, 87’ | Marcatori |  |

| Arbitro: | Sardi (Genova) |

|                    |           |  |
| Guglielminotti 20’ | Marcatori |  |

| Arbitro: | Gonani (Ravenna) |

|                            |           |  |
| R. Zanolla 16’ Rigotti 43’ | Marcatori |  |

| Arbitro: | Biancone (Roma) |

|                         |           |  |
| Dalfini 21’ Biagini 87’ | Marcatori |  |

| Arbitro: | Casetta (Milano) |

|                 |           |                   |
| R. Simonetti 9’ | Marcatori | 22’, 48’ Gianelli |

| Arbitro: | Lerni (Genova) |

|  |           |                                                               |
|  | Marcatori | 64’, 75’ R. Simonetti 66’ R. Zanolla 85’ Baccilieri 88’ Saina |

| Arbitro: | Sansoni (Venezia) |

|                                       |           |  |
| Piffer 75’ Rigotti 77’ Baccilieri 85’ | Marcatori |  |

| Arbitro: | Brunelli (Bologna) |

|                 |           |            |
| Mattea 12’, 82’ | Marcatori | 70’ Piffer |

| Arbitro: | Bertoli (Vicenza) |

|                                           |           |             |
| Baccilieri 14’ R. Simonetti 82’ Saina 84’ | Marcatori | 57’ Abriani |

| Arbitro: | Bonello (Venezia) |

|                                          |           |           |
| Agostinelli 13’ Cidri 42’, 56’ Gabba 81’ | Marcatori | 83’ Saina |

| Arbitro: | Giulini (Milano) |

|                      |           |                                             |
| Bezzecchi 76’ (rig.) | Marcatori | 35’ R. Simonetti 56’ Baccilieri 74’ Molinis |

| Arbitro: | Salvagno (Venezia) |

|  |           |                  |
|  | Marcatori | 65’ R. Simonetti |

| Arbitro: | Girelli (Verona) |

|             |           |  |
| Molinis 44’ | Marcatori |  |

| Arbitro: | Casartelli (Milano) |

|                       |           |                                 |
| Cassano 5’ Checco 60’ | Marcatori | 52’ R. Simonetti 75’ R. Zanolla |

## Statistiche

### Statistiche di squadra
| Competizione | Punti | In casa | In casa | In casa | In casa | In casa | In casa | In trasferta | In trasferta | In trasferta | In trasferta | In trasferta | In trasferta | Totale | Totale | Totale | Totale | Totale | Totale | DR  |
| Competizione | Punti | G       | V       | N       | P       | Gf      | Gs      | G            | V            | N            | P            | Gf           | Gs           | G      | V      | N      | P      | Gf     | Gs     | DR  |
| ------------ | ----- | ------- | ------- | ------- | ------- | ------- | ------- | ------------ | ------------ | ------------ | ------------ | ------------ | ------------ | ------ | ------ | ------ | ------ | ------ | ------ | --- |
| Serie B      | 35    | 17      | 13      | 1       | 3       | 37      | 15      | 17           | 3            | 2            | 12           | 19           | 29           | 34     | 16     | 3      | 15     | 57     | 44     | +13 |

### Statistiche dei giocatori
| Giocatore        | Serie B  | Serie B |
| Giocatore        | Presenze | Reti    |
| ---------------- | -------- | ------- |
| G. Archesso      | 33       | 0       |
| G. Baccilieri    | 33       | 14      |
| . Curri          | 2        | 0       |
| . Dall'Olio      | 1        | 0       |
| G. De Biasi      | 29       | 4       |
| E. De Franceschi | 25       | 0       |
| . Della Roglia   | 1        | 0       |
| G. Geigerle      | 18       | 0       |
| E.Gobet          | 3        | 0       |
| L. Molinis       | 26       | 6       |
| L. Moro          | 16       | 1       |
| M. Nicolich      | 33       | 0       |
| A. Piani         | 1        | 0       |
| A. Piffer        | 18       | 4       |
| R. Revelant      | 22       | 0       |
| G. Rigotti       | 30       | 2       |
| S. Russinov      | 3        | 0       |
| G. Saina         | 6        | 3       |
| R. Simonetti     | 28       | 14      |
| F. Sullich       | 7        | 0       |
| R. Zanolla       | 27       | 6       |
| . Zanolla (II)   | 1        | 0       |